# Scuola Espera Sbarro
La Scuola Espera Sbarro è un istituto francese di formazione alle tecniche costruttive di automobili, situato a Montbéliard e fondato dal designer italiano Franco Sbarro.

## Storia
Fondato inizialmente a Pontarlier, dal 2009 fa parte dell'Université de technologie de Belfort-Montbéliard e prevede un corso di 10 mesi in cui gli studenti affrontano le varie problematiche inerenti alla costruzione di automobili, sia attraverso corsi teorici, sia attraverso la costruzione di prototipi in modello unico che vengono presentati annualmente al salone dell'automobile di Ginevra.

## Modelli di autovetture presentate

### Espera Be-Twin
La Be-twin fu il primo progetto della scuola di design ESPERA (Espace Sbarro Pédagogique d'Etudes et de Réalisations Automobiles) fondata in Francia da Franco Sbarro. Era dedicata al progettista Colin Chapman ed era pensata specificatamente per impartire lezioni di guida su pista.
L'auto era dotata di doppi comandi su entrambi i sedili anteriori e montava un propulsore Peugeot TU 16 valvole 1.6 dalla potenza di 140 cv. Molte delle componenti erano derivate dalla Peugeot 106 e dalla Citroën Saxo. La scocca era realizzata in poliestere e l'impianto luci era fissato sul roll-bar posteriore alle spalle dell'equipaggio.
Della Be-Twin è stata realizzata anche una versione speciale con potenza maggiorata. Denominata Formule Rhin, era dotata di un propulsore PSA da 193 cv di potenza e il peso complessivo ammontava a 700 kg .

### Espera GT-HDI
Presentata al salone automobilistico di Ginevra del 2002, la vettura, che fondeva elementi di design e componenti di varie vetture di origine Peugeot, si poneva come una sportiva a motore centrale alimentata da un propulsore diesel per abbattere i consumi.
Era equipaggiata con un propulsore HDI 2.2. 4 cilindri da 146 cv di potenza derivato da quello impiegato sulla Peugeot 607. Di stessa provenienza era il cambio manuale a cinque rapporti. Gli ammortizzatori erano forniti dalla Koni. Il telaio era di tipo tubolare ed era avvolto da una carrozzeria in poliestere.
Basandosi sulla GT-HDI è stata realizzata la GTR, la versione ad altre prestazioni della suddetta vettura. Era dotata di un propulsore V6 3.0 da 220 cv di potenza abbinato ad un cambio automatico. Anche la carrozzeria era stata modificata con l'aggiunta di un estrattore per l'aria, di uno spoiler posteriore e di un nuovo body kit aerodinamico.

### Espera Katana
Realizzata nel 2008 la vettura si presentava come una barchetta sportiva ad alte prestazioni. Ne venne realizzato un unico esemplare venduto nel 2011 ad un cliente residente presso Parigi.
La Katana era equipaggiata con un propulsore Honda V-Tec 1.6 4 cilindri da 160 cv di potenza derivato dalla Honda Civic. Il telaio era del tipo dual frame ed era avvolto da una carrozzeria in fibra di vetro.

### Espera Gecko
Il Gecko rappresenta un prototipo di fuoristrada ispirato alle classiche dune buggy, presentato nel 2009. Trae il suo nome dal famoso rettile ad indicare le sue capacità di maneggevolezza sui terreni off-road.
Il propulsore che equipaggia il mezzo è un PSA V6 da 210 cv di potenza. La dotazione del mezzo è stata ridotta ai minimi termini per raggiungere un peso massimo di 880 kg. Il telaio era del tipo Dual Frame ed era ricoperto da una carrozzeria in vetroresina.

### Espera Evoluzione

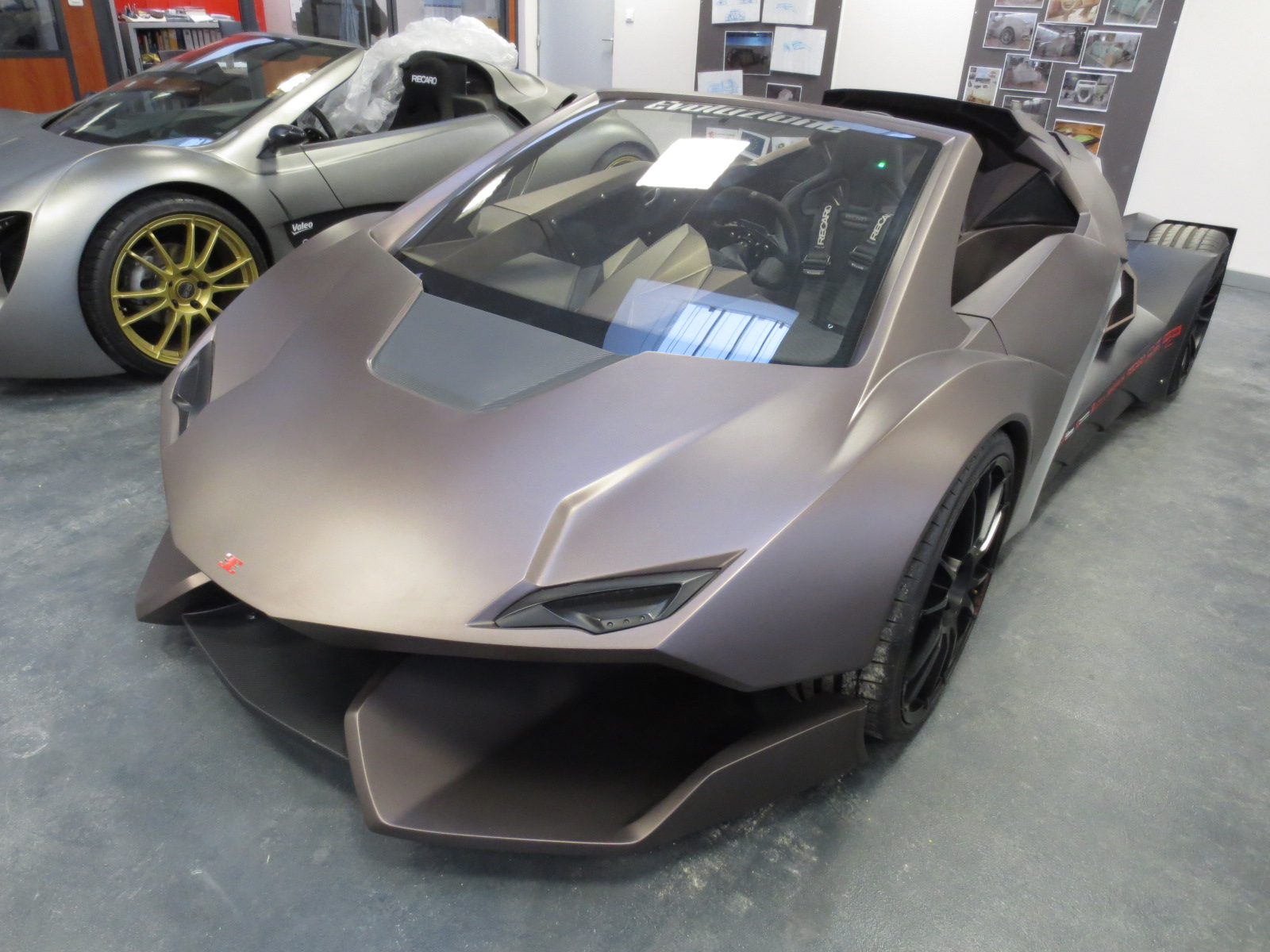
La Espera Evoluzione

Presentato al salone automobilistico di Ginevra del 2011, il mezzo si pone come un'interpretazione della Espera delle moderne super car, e la linea del design è ispirata a quella della Lamborghini Reventón.
Nella parte anteriore è presente un'enorme presa d'aria, mentre in quella posteriore il blocco motore è allo scoperto, come avviene sulle motociclette. Queste due sezioni della vettura sono tenute assieme da un telaio tubolare. L'Evoluzione può trasportare tre persone, il conducente seduto sul sedile sportivo centrale più due passeggeri disposti ai suoi lati in posizione arretrata. Il propulsore, posto in posizione centrale, era un Audi 4 cilindri 1.8 turbocompresso che erogava la potenza di 180 cv. Il corpo vettura era in fibra di vetro, garantendo un peso complessivo al mezzo di 800 kg. Gli pneumatici erano dei Michelin Pilot Sport che avvolgevano cerchioni OZ da 20".

### Espera Eight
Si tratta di un hot rod realizzato nel 2012; il veicolo si pone come una moderna interpretazione del classico hot rod statunitense. È stato inizialmente presentato presso il Mondial de l'Automobile parigino del 2012 e successivamente al salone automobilistico di Ginevra del 2013. Il nome deriva dal fatto che furono impiegate otto settimane per realizzarlo.
L'Eight impiegava come propulsore un V8 derivato da quello della Maserati 3200 GT che erogava la potenza di 360 cv. Quest'ultimo era visibile attraverso tre aperture praticate nel cofano motore. Nella parte laterale era disposto l'impianto di scarico. Sul mezzo erano assenti l'impianto di illuminazione, i paraurti e il tettuccio. Il corpo vettura e i vetri erano realizzati in fibra di vetro. All'interno, al posto del cruscotto, era posizionato un supporto con all'interno un tablet. Altre dotazioni tecnologiche integravano un sistema audio senza fili fornito dalla Parrot e un caricabatterie wireless.

### Espera React'ev

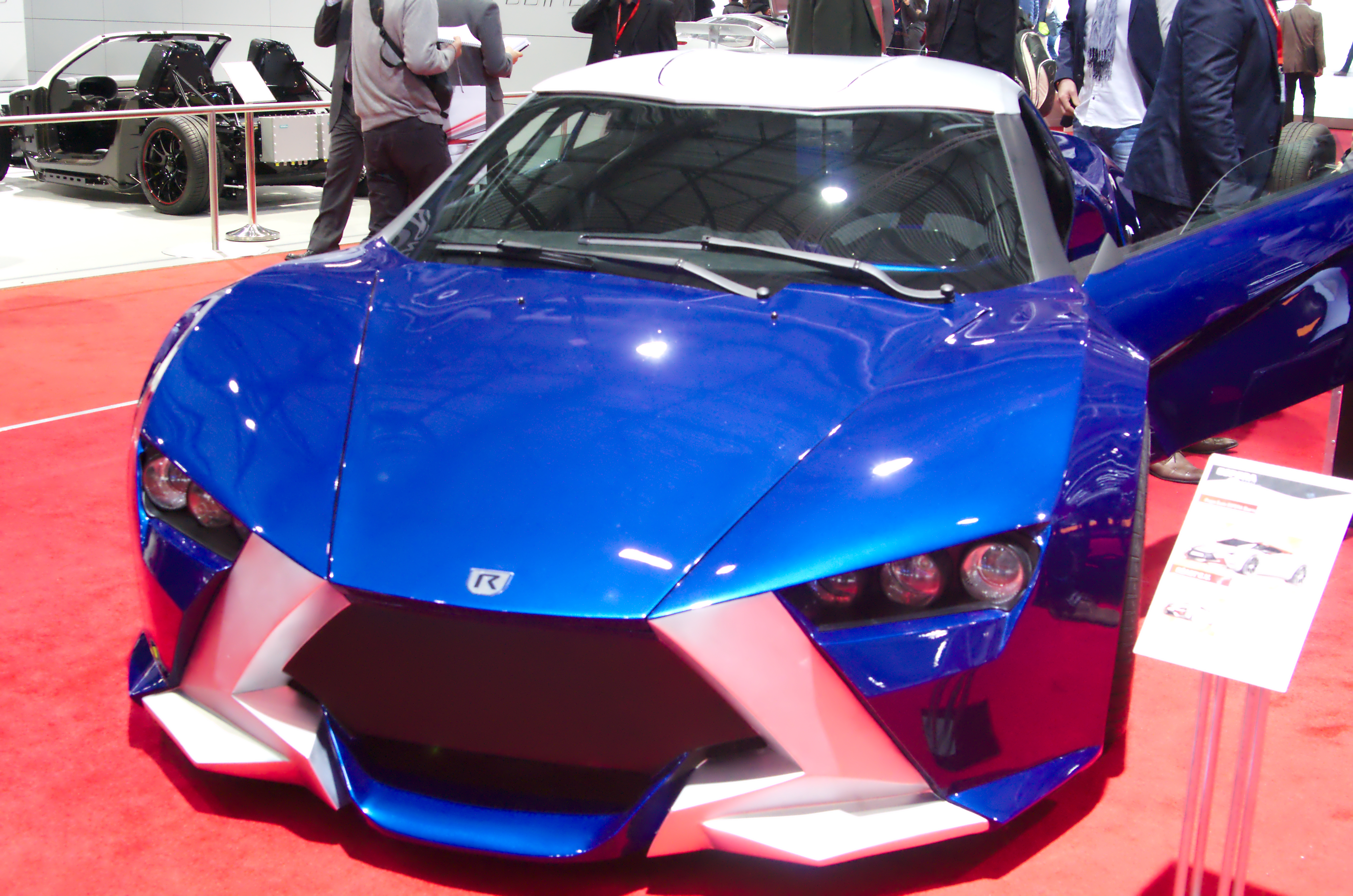
La Espera React'ev

La vettura, presentata per la prima volta al salone automobilistico di Ginevra del 2013, rappresentava il primo tentativo della scuola francese di costruire una vettura da competizione ad alimentazione ibrida. La sua realizzazione richiese l'impiego di 13 settimane.
L'impianto propulsivo era composto da un propulsore V6 PSA dalla potenza di 210 cv abbinato a due motori elettrici DC Brushless, tutti gestiti da un cambio manuale a cinque rapporti. I cerchi erano degli OZ Ultraleggera ed erano avvolti da pneumatici Bridgestone Potenza.
La vettura prese parte al Rallye Monte Carlo des Énergies Nouvelles, durante il quale fu però costretta al ritiro a causa di alcuni danni riportati nella percorrenza.